# 238 v. Chr.
Portal Geschichte | Portal Biografien | Aktuelle Ereignisse | Jahreskalender | Tagesartikel

◄ |
4. Jahrhundert v. Chr. |
3. Jahrhundert v. Chr. |
2. Jahrhundert v. Chr. |
►

◄ | 250er v. Chr. | 240er v. Chr. | 230er v. Chr. | 220er v. Chr. |
210er v. Chr. |
►

◄◄ | ◄ | 241 v. Chr. | 240 v. Chr. | 239 v. Chr. | 238 v. Chr. |
237 v. Chr. |
236 v. Chr. |
235 v. Chr. |
► |
►►
Staatsoberhäupter

## Ereignisse

### Politik und Weltgeschehen

#### Östliches Mittelmeer
- Demetrios II., König von Makedonien, heiratet Pythia, die Tochter des Königs Alexander von Epiros.
- Aratos von Sikyon arrangiert eine Allianz zwischen dem Achaiischen und dem Aitolischen Bund gegen Makedonien.

#### Westliches Mittelmeer
- Rom nutzt den 241 v. Chr. ausgebrochenen Söldneraufstand im karthagischen Reich zur Intervention: Karthagische Söldner auf Sardinien und Korsika bitten die Römer um Unterstützung; beide Inseln werden daraufhin römisch und 227 v. Chr. als Provinz Sardinia et Corsica verwaltet. Das Tyrrhenische Meer wird zum Mare Nostrum.
- Erster Feldzug der Römer gegen die Ligurer.
- In Afrika gelingt dem Karthager Hanno dem Großen in der Ersten Schlacht von Utica nach drei Jahren die Niederwerfung des Söldneraufstandes.

#### Asien
- Arsakes I., Herrscher der Parther, vollendet die Eroberung der seleukidischen Provinz Parthien und erklärt seine Unabhängigkeit vom Seleukidenreich.

### Wissenschaft und Technik

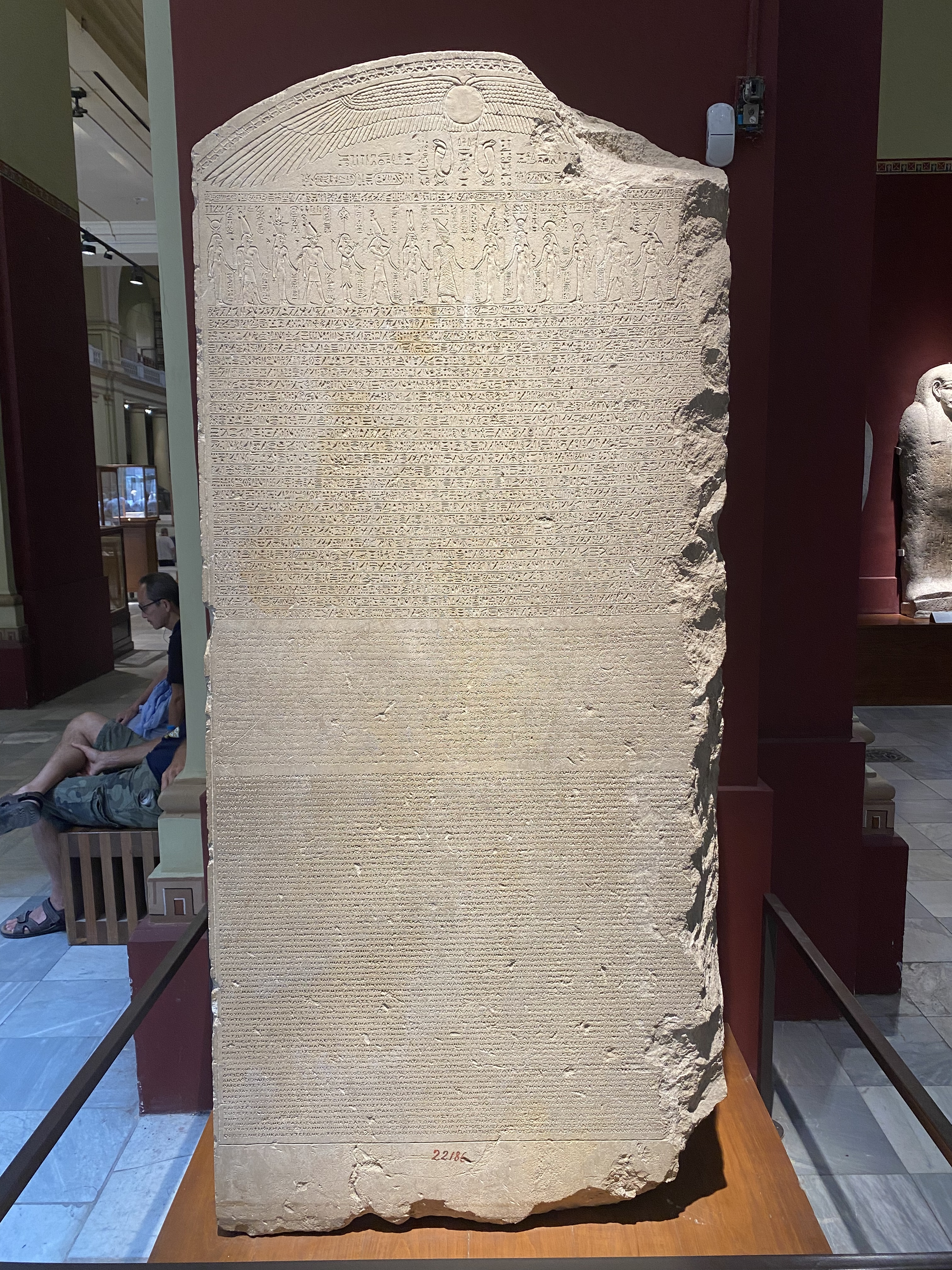
Stele mit dem Kanopus-Dekret im Ägyptischen Museum Kairo

- Ptolemaios III. Euergetes von Ägypten führt mit seinem Kanopus-Dekret einen Schalttag für jedes vierte Kalender-Jahr ein. Der Schalttag ist der sechste Epagomen-Tag am Ende des Jahres. Nach einiger Zeit wird diese Regelung jedoch von der politisch erstarkten Priesterschaft wieder abgeschafft. Erst von Sosigenes aus Alexandria wurde diese (vernünftige) Regelung wieder aufgegriffen und für die („Julianische“) Kalenderreform Gaius Iulius Caesars im Jahre 46 v. Chr. nutzbar gemacht. Das Kanopus-Dekret stellt außerdem den ältesten erhaltenen zweisprachig griechisch-ägyptischen Text (Bilingue) dar.

### Kultur und Religion
- In Rom wird der Göttin Flora ein Tempel gewidmet.

## Geboren
- Philipp V., König von Makedonien († 179 v. Chr.)
- Massinissa, König von Numidien († 149 v. Chr.)

## Gestorben
- Lao Ai, Marquis von Changxin, falscher Eunuch und Beamter des chinesischen Staates Qin